# الزي التقليدي العنابي
الزي التقليدي العنابي بمدينة عنابة الجزائر من أشهرها «الدلالة» و«اللفة» كما تتميز مدينة عنابة بتنوع وتعدد الطرز من الفتلة إلى الكوكتال بمختلف انواعه إلى قشور الحوت والتل و«البيرلاج» و«الشيشخان» و«الحساب» «الطرز الهيبوني»، كلها تستخدم وتعتمد في لباس المرأة العنابية وتعرف عنابة بانها مدينة السبعة قنادر.

## الدلالة العنابية
هي زي الحنة الخاص بالعروس العنابية يتكون من العديد من القطع أولها: القندورة ويكون لونها الأساسي ابيض أو ازرق سماوي وطرزها يكون في اصله وغالبا من الفتلة لكن نجده في أحيان أخرى بطرز الكوكتال.
تلبس فوق تلك القندورة القاط أو قفطان طويل مفتوح من المخمل يكون مُطرّز بالفتلة.
اما الاكسسورات التي تعد أساسية به هي الدلالة وهي عبارة عن قطعة توضع على الرأس تتزين بعملات ذهبية اما باللويز أو السلطاني، ثم يلبس معها مجموعة من الحلي التقليدية من بينها:
على مستوى الرأس نجد «الخجالي» «الجبين الجزائري» و«الشوشنات» والقطينة وزينة الخد اما على مستوى الرقبة نجد الاكسسوارات التي تترافق مع أي تصديرة للعروس العنابية الا وهي «مدبح اللويز» و«خيط الشعير» أو «خيط الحوت» مع «اللوح» وهما من الحلي التقليدي الخاص بهذه المدينة وقد يلبس معها أيضا «الكرافاش بولحية» و«السخاب» و«عقد المخبل الجزائري» أما باقي الاكسسوارات فتتمثل في «نقياس الفتلة العنابي» أو أي نوع من «المقياس» ومجموعة من الخواتم.

## اللفة العنابية
وهي ثاني لباس تلبسه العروس العنابية بعد لباس الحنة الدلالة وتُلبس اللفة مع «قندورة الفتلة» أو قفطان الفتلة بانواعة وأشهره «قفطان القرنفلة» وتتكون «اللفة العنابية» من شئ أساسي الا وهو اكسسوارات الرأس وتتمثل في:
- الشاشية السلطاني العنابية: وتختلف في شكلها عن الشاشية السلطاني المستغانمية، وهي عبارة عن شاشية متوارثة منذ القدم وخاصة بعنابة فقط كانت تتزين بالسلطاني وهي عملة عثمانية ذهبية قديمة والخاصة بمدينة بونة آنذاك كانت تضرب باسم السلطاني الشريفي، لكن اليوم قل استخدام السلطاني وتم الاعتماد على اللويز كبديل له. تُلبس هذه «الشاشية» على الرأس بعدما يتم لف شعر العروس في محرمة الفتول، يضاف إليها «الجبين» و«الشوشنات» وزينة الخد والرعاشة، اما على مستوى الرقبة واليدين فتلبس ذات الحلي السابق ذكره.[2]

## القاط العنابي
وهو عبارة عن جاكيت من المخمل مطرز بالخيوط الذهبية «الفتلة» ويكون اما قصيرا أو متوسط الطول تتعدد قصاته ورشمات تطريزه وله عدة أنواع من بينها «قاط القندورة» ويكون سواء طويل أو قصير أو متوسط الطول، قاط السروال، قاط الدلالة، قاط وبدرون عاصمي، قاط وفستان.الخ ويعتبر القاط أحد أنواع القفطان.

## قفطان الفتلة العنابي
وهو أحد أنواع القفاطين الجزائرية، وقفطان الفتلة من أقدم الالبسة التقليدية المتواجدة والخاصة بمدينة عنابة يكون من قماش «القطيفة» وغالبا ما يكون مطرزا بخيوط ذهبيه تتعدد اشكاله ومن اهمها (قفطان القرنفلة العنابي) سُمي بهذا الاسم لانه يكون مفتوح من جهات أربعة متشبها بذلك بوردة القرنفل التي تعتبر رمزا لمدينة عنابة، كما ابدعت المرأة العنابية في تطوير هذا اللباس واكانت تدخل عليه رشمات جديدة وكذا أنواع مختلفة من التطريز العنابي من بينها الكوكتال والتل.. الخ.

## قنادر عنابة

### قندورة الفتلة
وهي من أقدم أنواع القنادر التي كانت متواجدة ولا تزال متداولة إلى يومنا هذا، الفتلة هي طرز اعتمده العانبيون منذ القدم في كافة أشيائهم سواء في اللباس أو الحلي أو الفراش «فراش الفتلة أو فراش الذهب».
قندورة الفتلة أصيلة مدينة عنابة والفتلة هي عبارة عن خيوط منالذهب كانت تطرز على القطيفة جنوة برشمات واشكال مختلفة، سميت آنذاك بقطيفة جنوة نسبة إلى مدينة جنوة الإيطالية اين كان يتبادل الايطاليون بهذا النوع من القطيفة مع الجزائريين مقابل المرجان بسواحل عنابة. «قندورة الفتلة» هو لباس تتغنى به المرأة العنابية لا بل كل نساء الشرق الجزائري.

### قندورة التل
وهي نوع من القندورة التي تُلبس غالبا في خلوة حمام العروس العنابية أو في مناسبات أخرى أيضا وتكون بسيطة في تطريزها بخيط ذهبي على قماش «الستان» وغالبا ما ترافقه «عوكسة الحمام» بذات التطريز.

### قندورة الحساب
وهي قندورة تلبس أيضا في الكثير من الأحيان في خلوة العروسة العنابية وتتميز بطرز الحساب أو كما يسمى الطرز الهيبوني الخاص بمدينة عنابة ويتميز هذا الطرز باشكاله والوانه المتعددة ويرافق هذا الزي أيضا عوكسة حمام بذات الطرز.

### قندورة الكوكتال العنابية
ولها عدة أنواع فرعية، سُميت بهذا الاسم لكونها تمزج العديد من أنواع الخيوط فتلة وعدس وكونتيل ومختلف أنواع السمسم والاحجار في تطريزها، وتكون على قماش الساتان أو المخمل، تتميز بالوانها الجميلة والزاهية وتتنوع أيضا رشماتها وتطريزاتها.

### قندورة البيرلاج
سميت بهذا الاسم لانها تستخدم في تطريزها الا الاحجار «شواروفسكي، اللؤلو..الخ» لا الخيوط وهي مشتقة من الكلمة (بالفرنسية: Perle)‏ والتي تعني «احجار» تكون في غالبها على أي نوع من القماش سواء الساتان أو المخمل.

### قندورة قشور الحوت
وهي من بين أنواع القنادر القديمة الخاصة بمدينة عنابة وتعتمد في تطريزهابشكل اساسي على العدس بتقنية متراصة لتتشبه بذلك بقشرة اسمك الفعلية، وتتخذ الوان زاهية ومتعددة.

### قندورة ليزابليك
وهي نوع قديم من القندورة العنابية يعتمد على قماش مميز يكون باشكال متعدد من أشهرها وابرزها زهرة التوليب والسلات وعنقود العنا يتم حشو هذه الاشكال بالقطن وكذا تطرز رقبة هذه القندورة بشنى مختلف الكرز سواء فتلة أو عدس وكنتيل وغيرها.

### قندورة الوبرة
وهي أيضا من الانواع القديمة التي تفننت المراة العنابية في خياطتها على قماش الساتان وبخيط مميز وخاص وتتخذ رشمات مختلفة.

### قندورة الكوكو
وهي إحدى أنواع القنادر التي يتم تكيرزها بخيوط ملونة واشكال بارزو تتخذ غالبا اشكال بقات الازهار، كما تتنوع وتتوفر مدينة عنابة على أنواع أخرى من القنادر من بينها: قندورة الكريستال، قندورة الريبونة، قندورة البيك بيك.. وغيرها.